# Homec, Rečica ob Savinji
Homec este o localitate din comuna Rečica ob Savinji, Slovenia, cu o populație de 99 de locuitori.